# Carlos Oneto
Carlos Alberto Oneto Villavicencio (Lima, 5 de mayo de 1929-Lima, 1 de abril de 2014), también conocido como Pantuflas, fue un actor, guionista y cómico peruano. Fue pionero del humor en la televisión, creador de personajes y líder de El tornillo, programa cómico peruano que tuvo éxito en diversos mercados del continente.

## Biografía
Hizo sus estudios escolares en el Colegio Santa Rosa de Chosica, donde mostró sus dotes imitando a Cantinflas y Sandrini. Estuvo casado y fue padre de dos hijos, Carlos y Bettina; entre sus nietos está la cantante Shantall Oneto, hija de Bettina.
Aunque pensaba seguir estudios de Ingeniería Industrial, le ganó la vena artística. Se inició como actor en 1950, debutando en Radio Victoria bajo la dirección de Pedrín Chispa. Luego siguió en Radio América. Posteriormente trabajó en Radio El Sol, con Los dibujos animados de la radio, con canciones de Mario Cavagnaro.
En Radio Central formó parte del legendario Loquibambia, con secuencias como la «Escuelita nocturna», donde participaron actores como Tulio Loza y Piero Solari, y en donde Oneto hizo popular el apelativo «tremenda lagartija» para señalar a los sujetos que se quieren aprovechar de los demás.
Con la llegada de la televisión, Oneto ingresó a trabajar en Panamericana Televisión, participando en diversos programas y escribiendo sus primeros libretos. Luego participó en muchas telenovelas y programas cómicos. También fue la imagen para el Perú del detergente Ariel (producto de Procter & Gamble) entre 1977 y 1984. Inclusive en 1981 fue encargado de la jefatura de operaciones de TV Perú.
El 29 de octubre de 2007, el Sindicato de Actores Intérpretes del Perú (SAIP) le tributó un homenaje reconociendo públicamente su aporte cultural al país.
En noviembre de 2010, a los ochenta y un años, ingresó por decisión propia al albergue municipal de Lima María Rosario Aráoz. En este asilo Pantuflas conservaba una pequeña caja de madera con recuerdos de la época de oro de la comicidad peruana y de su familia. Luego se albergó en Hogesa, junto a su exesposa, y madre de Bettina, quien velaría cada día por ellos.
A fines de 2010, Oneto, junto a otros cuarenta y nueve artistas peruanos, fue distinguido por su trayectoria con la Medalla de Lima en una ceremonia organizada por la Municipalidad de Lima.
Al morir fue velado en el Cafae de Santa Beatriz, posteriormente sus restos fueron cremados en el cementerio de la policía de Chorrillos, sus cenizas fueron entregadas a la familia.

## Filmografía

### Cine
- Tardes de ajedrez (2007)[10]
- Sin compasión (1994)[11]

### Televisión
- La bodega de la esquina... don José[12]
- El show del mediodía

- La revista de Pantuflas
- El tornillo
- La tuerca
- La matraca
- La olla

#### Telenovelas
- El pobre Gonzales[13]
- Tal como somos
- Obsesión
- Sueños
- Luz María